# Karl Staaff

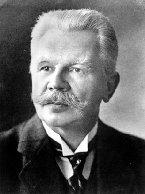
Karl Staaff.

Karl Albert Staaff (Stockholm, 21 januari 1860 - 4 mei 1915) was een Zweeds eerste minister.

## Levensloop
Hij werd beroepshalve advocaat en was van 1907 tot 1915 de partijvoorzitter van de Liberale Coalitiepartij. Van 1896 tot 1915 zetelde hij ook in de Tweede Kamer van de Rijksdag.
Staaff was actief in de Zweedse beweging voor algemeen stemrecht. Toen hij van 1905 tot 1906 voor de eerste maal premier van Zweden was, probeerde hij om algemeen stemrecht voor mannen en om een proportioneel kiesstelsel in te voeren. Zijn opvolger Nils Edén werkte dit later verder uit en in 1918-1919 kreeg Zweden algemeen stemrecht, zowel voor mannen als voor vrouwen. Staaff slaagde hier aanvankelijk niet in wegens de hevige oppositie van de conservatieven, waardoor zijn regering in 1906 ten val kwam.
Dit leidde er ook toe dat Staaff gehaat werd in conservatieve, pro-monarchistische en antidemocratische milieus. Deze richtten haatcampagnes tegen hem op, waarin ze hem probeerden op te voeren als een vernietiger van de Zweedse traditie en van de Zweedse maatschappij. Van 1911 tot 1914 was hij een tweede maal premier van Zweden en hoewel hij een anti-militaire politiek voerde, stemde hij in 1912 toch in met de aankoop van een oorlogsschip.
In 1914 nam Staaff ontslag als premier nadat koning Gustaaf V het niet eens was met zijn militair beleid. Hij wordt beschouwd als de eerste echte leider van het 20ste-eeuwse Zweedse liberalisme.
- Bibsys: 90782374
- CiNii: DA04032100
- Gemeinsame Normdatei: 120668491
- International Standard Name Identifier: 0000 0000 8382 7863
- KulturNav: 34cced3f-83cc-42ff-8526-296e2c032a47
- Library of Congress Control Number: n98056102
- Nederlandse Thesaurus van Auteursnamen: 315489340
- LIBRIS: 226690
- Système universitaire de documentation: 164818340
- Virtual International Authority File: 52526401
- WorldCat: E39PBJw4Dj6m7mGWP8dgHmFtKd